# NGC 2586
NGC 2586 је тројна звезда у сазвежђу Хидра која се налази на NGC листи објеката дубоког неба.
Деклинација објекта је - 4° 57' 5" а ректасцензија 8h 23m 31,4s. Привидна величина (магнитуда) објекта NGC 2586 износи 13,7.